# Медовуха
Медову́ха — русский слабоалкогольный напиток с содержанием 1,2—9,0 % объёмных долей этилового спирта, приготавливаемый методом брожения из воды, мёда (не менее 8 %) и дрожжей, либо простым смешиванием воды, мёда и спирта.
Напиток появился в XVIII веке и не имеет никакого отношения к традиционному древнерусскому питному мёду, первые упоминания о котором встречаются в летописи 880 года.

## История
Первые письменные свидетельства употребления алкоголя у восточных славян находятся в Лаврентьевской летописи в записи, относящейся к 946 году: «Вот уже иду к вам, приготовьте меды многие у того города, где убили мужа моего, да поплачусь на могиле его и устрою ему тризну».
В XV веке массовое производство питного мёда резко сократилось, а к XVI полностью сошло на нет. В XVII веке он встречается лишь эпизодически, как напиток домашнего приготовления. Причина — появление и распространение водки.
Медовуха появилась в XVIII веке в Великом Новгороде, а популярность приобрела в XX веке. При интенсификации пчеловодства в первые годы советской власти очень часто производилась откачка «незрелого» мёда, который не хранился и не годился для продажи. Поэтому некоторые из пчеловодов придумали способ его утилизации — разбавляя его и сбраживая «дикими» или хлебопекарными дрожжами. Были разработаны технологии, позволяющие сбраживать не только «незрелый» мёд, но и вполне сформированный — путём разбавления и кипячения (стерилизации) получающейся «сыти».
Наиболее известные традиции медоварения сохранились в Суздале и Великом Новгороде. Медовуха является визитной карточкой Великого Новгорода.

### Комментарии
1. ↑  По другим данным, медовуха (брага из мёда) была излюбленным напитком в средневековой Скандинавии, как минимум с VII в. н.э. Медовуху с галюценогенными грибами пили викинги перед сражением. Напиток приводил воинов в состояние наркотического транса. По мнению специалистов, под воздействием напитка викинги не чувствовали боли (см. берсерк)[6]

### Сноски
1. 1 2 3 4 5  В. В. Похлёбкин, 1988.
2. 1 2 3  Петрова А. С., Глущенко Л. Ф., Лаптева Н. Г., Ларичева К. Н. Формирование качества медовухи при замене части меда в рецептуре сахаром Архивная копия от 11 марта 2022 на Wayback Machine // Научный вестник. — Тамбов: Юком, 2016. — № 4 (10). — С. 99—101.
3. 1 2 3  Санникова Н. А. Напиток пенный — медовуха // Наука, инновации и образование в современном АПК: Материалы Международной научно-практической конференции. В 3 т. — 11-14 февраля 2014 г. — Ижевск: ФГБОУ ВПО Ижевская ГСХА, 2014. — Т. 3. — С. 75—77.
4. ↑  Переход к земледелию позволил древним китайцам устраивать массовые алкогольные пиршества Архивная копия от 6 июня 2021 на Wayback Machine, 24 Май 2021
5. ↑  Лаврентьевская летопись. 1377. Просмотр страниц рукописи. Дата обращения: 6 июня 2021. Архивировано 13 марта 2016 года.
6. ↑  Натт, 2021, с. 105.